# Ergebnisse der Kommunalwahlen in Greifswald
In den folgenden Listen werden die Ergebnisse der Kommunalwahlen in Greifswald aufgelistet. Es werden die Ergebnisse der Bürgerschaftswahlen seit 1990 angegeben.
Es werden nur diejenigen Parteien und Wählergruppen aufgelistet, die bei wenigstens einer Wahl mindestens zwei Prozent der gültigen Stimmen erhalten haben. Bei mehrmaligem Überschreiten dieser Grenze werden auch Ergebnisse ab einem Prozent aufgeführt. Das Feld der Partei, die bei der jeweiligen Wahl die meisten Stimmen bzw. Sitze erhalten hat, ist farblich gekennzeichnet.

## Parteien
- AfD: Alternative für Deutschland
- B’90/Grüne: Bündnis 90/Die Grünen → Grüne
- CDU: Christlich Demokratische Union Deutschlands
- DBD: Demokratische Bauernpartei Deutschlands
- DSU: Deutsche Soziale Union
- FDP: Freie Demokratische Partei
  - 1990 als: B.F.D.: Bund Freier Demokraten
- Grüne: B’90/Grüne
  - 1990 als: Grüne Partei in der DDR
- Linke: Die Linke
  - bis 2004: PDS
  - ab 2009: Die Linke
- NF: Neues Forum
- PDS: Partei des Demokratischen Sozialismus → Linke
- Piraten: Piratenpartei Deutschland
- REP: Die Republikaner
- SPD: Sozialdemokratische Partei Deutschlands
  - 1990 als: Sozialdemokratische Partei in der DDR
- Tier: Partei Mensch Umwelt Tierschutz
- DKP: Deutsche Kommunistische Partei

## Wählergruppen
- AL: Alternative Liste für Vorpommern und Greifswald
- BG: Bürgerliste Greifswald
- DFD: Demokratischer Frauenbund Deutschlands
- FW: Freie Wähler Greifswald
- GFL: Greifswalder Frauen Liste
- KfV: Kompetenz für Vorpommern
- ok: Wählergruppe Entkalker
- UFV: Unabhängiger Frauenverband
- VS: Volkssolidarität

## Abkürzungen
- Ezb.: Einzelbewerber
- Sonst.: Sonstige
- Wbt.: Wahlbeteiligung

## Bürgerschaftswahlen
Stimmenanteile der Parteien in Prozent
| Jahr | Wbt. | CDU  | Linke | SPD  | Grüne | BG   | KfV | AfD  | Piraten | FDP | AL  | Tierschutzpartei | BSW | Sonst. |
| ---- | ---- | ---- | ----- | ---- | ----- | ---- | --- | ---- | ------- | --- | --- | ---------------- | --- | ------ |
| 1990 | 62,4 | 36,3 | 21,2  | 18,7 | 2,4   |      |     |      |         | 3,3 |     |                  |     | 18,1 1 |
| 1994 | 63,0 | 40,0 | 28,0  | 15,4 | 7,1   |      |     |      |         | 1,3 |     |                  |     | 8,2 2  |
| 1999 | 44,4 | 46,9 | 23,7  | 17,4 | 6,4   |      |     |      |         | 2,3 |     |                  |     | 3,3 3  |
| 2004 | 38,5 | 36,9 | 21,3  | 18,7 | 6,4   | 6,2  |     |      |         | 5,5 |     |                  |     | 5,0 4  |
| 2009 | 39,8 | 30,9 | 22,3  | 13,3 | 10,8  | 10,1 |     |      |         | 8,6 |     |                  |     | 4,0 5  |
| 2014 | 42,1 | 25,3 | 19,4  | 14,2 | 10,6  | 7,4  | 7,2 | 5,7  | 3,8     | 3,7 | 2,1 |                  |     | 0,6 6  |
| 2019 | 56,1 | 19,6 | 14,6  | 10,7 | 17,8  | 5,1  | 5,6 | 11,7 |         | 5,1 | 2,4 | 4,9              |     | 2,5 7  |
| 2024 | 63,8 | 20,1 | 9,2   | 8,9  | 13,2  | 4,4  |     | 16,2 |         | 2,8 | 1,9 | 5,6              | 6,8 | 2,8 8  |

Sitzverteilung der Parteien, die mindestens bei einer Wahl mehr als zwei Sitze erhalten haben
| Jahr | Gesamt | CDU | Linke | SPD | Grüne | BG | KfV | FDP | AfD | NF | BSW |
| ---- | ------ | --- | ----- | --- | ----- | -- | --- | --- | --- | -- | --- |
| 1990 | 60     | 22  | 13    | 11  | 1     |    |     | 2   |     | 5  |     |
| 1994 | 43     | 19  | 13    | 7   | 3     |    |     |     |     |    |     |
| 1999 | 43     | 21  | 11    | 8   | 3     |    |     |     |     |    |     |
| 2004 | 42     | 16  | 9     | 8   | 3     | 2  |     | 2   |     |    |     |
| 2009 | 43     | 13  | 10    | 6   | 5     | 4  |     | 4   |     |    |     |
| 2014 | 43     | 11  | 8     | 6   | 5     | 3  | 3   | 2   | 2   |    |     |
| 2019 | 43     | 9   | 6     | 5   | 8     | 2  | 2   | 2   | 5   |    |     |
| 2024 | 43     | 9   | 4     | 4   | 6     | 2  |     | 1   | 7   |    | 3   |

Sitzverteilung der Parteien, die nie mehr als zwei Sitze erhalten haben
| Jahr | Piraten | AL | FW | ok | Tierschutzpartei | Ezb. | DSU | VS | DFD | DBD | UFV | Die PARTEI | IBG | AdbM |
| ---- | ------- | -- | -- | -- | ---------------- | ---- | --- | -- | --- | --- | --- | ---------- | --- | ---- |
| 1990 |         |    |    |    |                  |      | 2   | 1  | 1   | 1   | 1   |            |     |      |
| 1994 |         |    |    |    |                  | 1    |     |    |     |     |     |            |     |      |
|      |         |    |    |    |                  |      |     |    |     |     |     |            |     |      |
| 2004 |         |    |    | 1  |                  | 1    |     |    |     |     |     |            |     |      |
| 2009 |         |    | 1  |    |                  |      |     |    |     |     |     |            |     |      |
| 2014 | 2       | 1  |    |    |                  |      |     |    |     |     |     |            |     |      |
| 2019 |         | 1  |    |    | 2                | 1    |     |    |     |     |     |            |     |      |
| 2024 |         | 1  |    |    | 2                |      |     |    |     |     |     | 1          | 2   | 1    |

Fußnoten